# Hermann Laag
Hermann Laag (* 16. März 1926 in Rohrbach; † 21. September 2010) war ein deutscher Fußballspieler. Von 1947 bis 1960 absolvierte der zumeist im damaligen WM-System als Außen- beziehungsweise Mittelläufer einsetzbare Spieler 335 Ligaspiele beim FK Pirmasens in der Oberliga Südwest, in denen er 89 Tore erzielte. Laag gewann mit Pirmasens in den Jahren 1958 bis 1960 dreimal in Folge die Südwestmeisterschaft.

## Laufbahn

### Vereine, 1947 bis 1961
Laag spielte nach Ende des Zweiten Weltkrieges in der Runde 1946/47 mit dem Heidelberger Stadtteilverein TSG Rohrbach in der Landesliga Nordbaden. Die TSG belegte hinter Meister ASV Feudenheim den zweiten Platz und Laag war der herausragende Spieler von Rohrbach. Trainiert wurde Rohrbach von dem 12-fachen Ex-Nationalspieler Josef Müller, der gleichzeitig auch Übungsleiter beim FK Pirmasens war, und Laag zum Wechsel in die „Schuhstadt“ im Pfälzer Wald überreden konnte.
Bei den Blau-Weißen vom Stadion an der Zweibrücker Straße erzielte der zu Beginn seiner Pirmasenser Zeit noch als Halbstürmer agierende Laag in der Saison 1947/48 in der Oberliga Südwest, Gruppe Nord, 15 Tore und der FKP belegte den sechsten Rang. Zu seinen Mitspielern zählte in seinem Debütjahr in der „buckeligen Stadt“ noch Altnationalspieler Oskar Rohr, sowie seine langjährigen Spielkameraden Rolf Ertel (1947–60), Emil Weber (1947–1961) und Emil Jost (1947–1957). Im Sommer 1951 wurde erstmals nach dem Zweiten Weltkrieg ein „Rhein-Main-Saar-Pokal“ für Vertragsspieler-Vereine ausgespielt. Bei Abbruch der Runde Ende 1951 führte der FKP die Tabelle vor Borussia Neunkirchen, Wormatia Worms, Kickers Offenbach, SV Waldhof, Phönix Ludwigshafen, SV Darmstadt 98, SV Wiesbaden. TuS Neuendorf, Eintracht Trier, VfL Neckarau und dem VfR Mannheim an.
Im Weltmeisterschaftsjahr 1953/54 – es war die erste Trainerphase von Helmut Schneider und die Debütrunde von Torhüter Heinz Kubsch – kämpfte Pirmasens mit Stopper Laag, er hatte in 29 Ligaeinsätzen drei Tore erzielt, bis zum letzten Spieltag gegen den 1. FC Kaiserslautern um die Meisterschaft. Mit einem Punkt Vorsprung fuhren die Blau-Weißen am Schlusstag der Runde, den 11. April 1954, zum Betzenberg. Vor 30.000 Zuschauern entschieden die „Roten Teufel“ mit einem 4:0-Erfolg das Meisterschaftsrennen aber zu ihren Gunsten. Mit 52:8 Punkten gegenüber 51:9 des FKP entschied das Walter-Team die Meisterschaft im Südwesten und zog in die Endrunde um die deutsche Meisterschaft ein. Die Elf vom Horeb war davon durch die terminliche Reduzierung der DM-Endrunde auf sechs Teilnehmer wegen der anstehenden Weltmeisterschaft vom 16. Juni bis 4. Juli in der Schweiz, als Südwestvize ausgeschlossen. In den 15 Heimspielen der Verbandsrunde im Südwesten erreichten Laag und Kollegen 30:0 Punkte, wurden mit 26:4 Punkten Halbzeitmeister und hatten mit 30 Gegentoren die beste Abwehr der Saison vorzuweisen. Persönlich erfuhren Laag und Torhüter Kubsch durch den Einsatz am 28. Februar 1954 in Hamburg beim Spiel der Auswahlmannschaften von Hamburg gegen Südwestdeutschland (2:4) Bestätigung ihrer ausgezeichneten Saisonleistung. Stopper Laag musste sich beim Südwesterfolg in den Duellen gegen den Nordmittelstürmer Werner Erb behaupten.
Die erfolgreichsten Jahre mit Pirmasens erlebte Laag, als er das 30. Lebensjahr überschritten hatte. Zur Saison 1957/58 kehrte Trainer Helmut Schneider nach zwei deutschen Meisterschaftsgewinnen mit Borussia Dortmund zum FKP zurück und brachte den überragenden Spieler des nächsten Jahrzehntes, Helmut Kapitulski, mit in das Grenzland im Südwestzipfel der Republik. Pirmasens gewann in Folge die drei Südwest-Meisterschaften 1957/58, 1958/59 und 1959/60. Hermann Laag führte als Mittelläufer, im damaligen WM-System stellte das die herausragend wichtige Rolle des Abwehrdirigenten dar, die Defensive der Meistermannschaften an. Wesentliche Unterstützung erfuhr er von Torhüter Kubsch und den Verteidigern Rolf Ertel und Ludwig Roos. Im Mittelfeld und im Angriff erfuhr Spielmacher und Torjäger Kapitulski durch Mitspieler wie Emil Weber, Heini Seebach, Horst Schmitt, Herbert Schroer und Hilmar Weishaar über Jahre die nötige Unterstützung, welche Richard Sehrt in der Saison 1958/59 mit 17 Toren in 23 Spielen erbrachte. In den drei Endrunden, 1958 bis 1960, absolvierte Laag zwölf Spiele mit einem Tor. Gegner waren der Hamburger SV, 1. FC Nürnberg, 1. FC Köln, Eintracht Frankfurt, SV Werder Bremen und Tasmania 1900 Berlin.
Als der 32-Jährige 1958 in der Endrunde debütierte, spielte er mit dem Südwestmeister zweimal Remis: 2:2 in Stuttgart gegen den 1. FC Nürnberg (Roland Wabra, Max Morlock, Kurt Ucko, Adolf Knoll) und in Augsburg gegen den 1. FC Köln (Georg Stollenwerk, Herbert Dörner, Hans Sturm, Josef Röhrig, Hans Schäfer) 1:1. Lediglich das dritte Endrundenspiel in Dortmund vor 40.000 Zuschauern im Stadion Rote Erde gegen den Hamburger SV (Horst Schnoor, Jürgen Werner, Josef Posipal, Jochenfritz Meinke, Gerd Krug, Klaus Stürmer, Uwe Seeler, Dieter Seeler) wurde mit 1:2 Toren verloren. Bei seinem letzten Endrundenspiel am 29. Mai 1960 in Ludwigshafen gegen Werder Bremen (4:6) war Laag bereits 34 Jahre alt. Zu dem Ludwigshafener Spielort in den Endrunden meinte Laag: „Die Endrundenspiele waren die einzigen Spiele, in denen wir richtig verdient haben. Sonst mussten wir ja alle Spiele gewinnen, um auf den Höchstsatz von 320 Mark im Monat zu kommen. Auf der anderen Seite waren unsere Gegner froh, dass wir in Ludwigshafen antraten, denn das war nun mal ein neutraler Platz und nicht zu vergleichen mit der Atmosphäre auf dem Kaiserslauterer Betzenberg.“
Nach 13 Runden schied er 1960 nicht gerade im Frieden vom Horeb und schloss sich wegen der angesagten Verjüngung zur Saison 1960/61 gemeinsam mit Rolf Ertel dem TSC Zweibrücken in der 2. Liga Südwest an. Mit Alois Herbrik und Rudolf Hoffmann hatten die Verantwortlichen die Nachfolge organisiert.

### Auswahlspieler
Die Berufung und das Abschneiden mit der Pfalz-Auswahl im Wettbewerb des Länderpokals 1949/50, stellte die erste über die lokalen Grenzen reichende sportliche Auszeichnung dar. Am 18. September 1949 gehörte er auf dem Waldhof-Platz in Mannheim der siegreichen Pfalz-Elf an, die sich mit einem 4:1-Erfolg gegen Nordbaden durchsetzte. Der Mann vom FKP spielte rechter Außenläufer und das Brüderpaar Fritz und Ottmar Walter vom 1. FC Kaiserslautern gab den Ton im Angriff an. Der nordbadische Angriff mit Georg Herbold, Kurt Stiefvater, Paul Lipponer junior, Ernst Langlotz und Rudolf de la Vigne konnte sich nicht erfolgreich in Szene setzen.
Im Viertelfinale am 13. November 1949 in Ludwigshafen vor 45.000 Zuschauern gegen Westfalen, kam Laag wiederum als Außenläufer zum Einsatz. Die Kombination aus STV Horst Emscher (Heinz Flotho, Bernhard Klodt, Alfred Kelbassa), FC Schalke 04 (Erich Matzek, Paul Matzkowski), Borussia Dortmund (Max Michallek, Paul Koschmieder, Erich Schanko, Alfred Preißler, Edmund Kasperski) und dem ehemaligen Schalker Heinz Hinz (TuS Lübbecke) machte es der Pfalz-Auswahl ohne Spielmacher Fritz Walter aber beim knappen 2:1-Erfolg sehr schwer. Im Halbfinale am 22. Januar 1950, wiederum in Ludwigshafen, jetzt aber vor 60.000 Zuschauern, war die Auswahl von Hamburg um Josef Posipal und Heinz Spundflasche der Gegner der Pfalz-Elf. Laag bildete zusammen mit Werner Liebrich und Georg Gawliczek die Läuferreihe und im Angriff bildeten die Walter-Brüder und der Wormser Karl Blankenberger den Innensturm. Fritz Walter war Spielmacher und Torschütze in einer Person und führte die Pfalz mit einem 5:0-Erfolg in das Finale. Dieses fand am 19. März 1950 vor 89.000 Zuschauern im Stuttgarter Neckarstadion gegen die Vertretung von Bayern statt. Wegen einer Verletzung konnte Fritz Walter nicht antreten und Laag rückte auf Halbrechts vor und wurde durch Fritz Gläser von Phönix Ludwigshafen als Außenläufer vertreten. Mit zwei Treffern entschied Mittelstürmer Horst Schade in der zweiten Halbzeit das Finale zu Gunsten der Auswahl von Bayern.
Als in der Saison 1950/51 erstmals eine eingleisige Oberliga Südwest ausgespielt wurde und Laag und seine Mannschaftskameraden des FK Pirmasens den dritten Platz erreichten, kam er in der Hinrunde am 11. November 1950 in Ludwigshafen im Repräsentativspiel von Südwestdeutschland gegen Süddeutschland (2:2) zum Einsatz. Er bildete zusammen mit Jakob Miltz und Werner Liebrich die Läuferreihe der Südwestauswahl, die sich gegen das Südinnentrio mit Fritz Balogh, Ernst Langlotz und Otto Baitinger zu behaupten hatte. Beim Rückspiel am 13. Oktober 1951 in Stuttgart trat die Südwest-Auswahl bei der 2:3-Niederlage mit der gleichen Läuferreihe an, beim Süden stürmte jetzt aber das Innentrio mit Max Morlock, Horst Schade und Richard Herrmann.
Beim 3:2-Erfolg der Südwestauswahl am 17. November 1957 in Ludwigshafen gegen Süddeutschland (Richard Kreß, Engelbert Kraus, Ulrich Biesinger, Johann Auernhammer, Hermann Nuber) organisierte der Stopper aus Pirmasens die Defensive und empfahl sich für DFB-Einsätze. Unter Herberger-Assistent Helmut Schön kam Laag einen Monat später, am 21. Dezember 1957, in Budapest beim Länderspiel der B-Nationalmannschaft gegen Ungarn zum Einsatz. Beim 2:2-Remis führte er die deutsche Defensive als Mittelläufer vor Torhüter Günter Sawitzki und dem Verteidigerpaar Leo Konopczynski und Herbert Sandmann an. Der FKP-Abwehrchef meint zur Berufung: „Wir hatten eine gute Abwehr, haben oft zu Null gespielt und das fiel dann auch beim DFB auf, so bin ich in die B-Elf von Helmut Schön gekommen.“